# Lady Hamilton – Zwischen Schmach und Liebe
Lady Hamilton – Zwischen Schmach und Liebe ist ein Historien- und Kostümfilm aus dem Jahr 1968. In der deutsch-französisch-italienischen Koproduktion spielten Richard Johnson und Michèle Mercier unter der Regie von Christian-Jaque das historisch verbürgte Liebespaar Lord Horatio Nelson und Emma Hamilton.

## Handlung
Das Bauernmädchen Emily Lyon muss sich ständig den Nachstellungen der Männer erwehren. Eines Tages lernt sie den berühmten Maler George Romney kennen, der in einer Kutsche just in dem Moment an ihr vorbeifährt, als sich Emily in einem See wäscht. Romney ist entzückt von diesem ungeschliffenen Geschöpf und verspricht, sollte sie nach London kommen, sie als sein Modell zu beschäftigen. Romney wird bald zu Emilys Lehrmeister; er bringt ihr gesellschaftliche Umgangsformen und gute Manieren bei. So ausgerüstet, findet sie bald Zugang zur feinen Gesellschaft. Eines Tages bittet Laurie, Emilys Freundin, sie darum, sich für ihren Bruder zu verwenden, damit dieser von seinem Dienst in der britischen Marine befreit werde. Beide junge Frauen machen sich deshalb auf den Weg zum Schiffskommandanten Sir John Payne. Während dieser Fahrt lernt Emily den jungen Seeoffizier Horatio Nelson kennen, doch beider Wege trennen sich zunächst wieder.
Emily beginnt eine Liebschaft mit Payne, und als dieser wieder auf hohe See muss, beginnt sie eine weitere mit dessen Freund Sir Harry Featherstone. An der Seite Harrys erlebt Emily erstmals ein Leben in Saus und Braus, das allerdings Unsummen verschlingt. Bald ertrinkt Featherstone in Schulden und legt sich auch noch mit einem Bankier an. Dieser fordert Featherstone wegen Beleidigung zum Duell heraus, bei dem Harry stirbt. Emilys gesellschaftlicher Absturz vollzieht sich in kürzester Zeit. Sie landet daraufhin in einem Bordell der Mrs. Love und lernt dort den Arzt Dr. Graham kennen, der sie zu sich in sein Haus nimmt. Hier trifft sie Romney wieder, der sie nun mit mehreren Gentlemen der Gesellschaft zusammenbringt. Darunter befindet sich auch Lord Charles Greville, der Emily unbedingt heiraten will. Doch er ist zu jung für eine Ehe und braucht zuvor die Zustimmung seines Onkels Lord William Hamilton. Hamilton, 35 Jahre älter als Emily, ist wie elektrisiert von ihrer Schönheit und bittet sie um ihre Hand. Beide heiraten, und aus der Bauernmagd und Edelhure Emily wird schließlich Lady Emma Hamilton, Gattin des britischen Botschafters am Hofe des Königs von Neapel. Rasch freundet sich die Botschaftersgattin mit Königin Maria Carolina an, die eine intensive Anlehnung an England befürwortet – spätestens seitdem die französischen Revolutionäre ihre Schwester Marie-Antoinette guillotiniert haben und die Unversehrtheit Neapels bedrohen.
Die geruhsame Zeit am Hofe findet ihr jähes Ende, als die französische Revolutionsarmee naht. Inzwischen ist Horatio Nelson zum Admiral aufgestiegen und wird ins Königreich Neapel, dem Kriegsverbündeten Englands, entsandt. Dort sehen sich Nelson und Emma Hamilton nach vielen Jahren erstmals wieder. Beide erleben überaus glückliche Momente der Liebe, ehe Nelson eines Tages wieder in den Kampf ziehen muss. Als er bei der Schlacht von Trafalgar 1805 fällt, ist seine Geliebte untröstlich. Bald verfällt Emma Hamilton der Armut, und ihr Gesundheitszustand verschlechtert sich rapide. Vergessen, krank und vereinsamt stirbt sie 1815.

## Produktionsnotizen
Die Welturaufführung des Films fand am 28. November 1968 in Italien unter dem (italienischen Verleih-)Titel Le calde notti di Lady Hamilton statt. Drei Wochen später, am 19. Dezember 1968, wurde der Film auch in Deutschland aufgeführt. In Frankreich wurde der Film unter dem Titel Les amours de Lady Hamilton verliehen. Lady Hamilton – Zwischen Schmach und Liebe fand seine deutsche Fernseherstausstrahlung auf ProSieben am 29. Mai 1991. Gelegentlich wird der Film auch fälschlich unter dem Titel Lady Hamilton – Zwischen Schmach und Schande geführt.
Die Handlung orientiert sich an dem Roman La San-Felice von Alexandre Dumas.
Die Herstellungskosten betrugen 5,3 Millionen DM. Damit war Lady Hamilton – Zwischen Schmach und Liebe einer der teuersten deutschen Filme nach 1945. Die Gage von Michèle Mercier betrug 640.000 DM.
Peter Rothe entwarf die umfangreichen Filmbauten.

## Kritiken
Das Lexikon des Internationalen Films sah in Lady Hamilton – Zwischen Schmach und Liebe ein „gröberes Remake von ‘Lord Nelsons letzte Liebe‘“.
Das große Personenlexikon des Films nannte den Film eine „bunte[n], international finanzierte[n] Kostüm- und Historien-Verfilmung“.
In kino-db.de ist zu lesen: „Farbenprächtiger Kostümfilm um das wechselvolle Schicksal der einflussreichen Lady Hamilton“.
Der Evangelische Film-Beobachter zog folgendes Fazit: „Angeblich wird das Leben der Geliebten Admiral Nelsons geschildert; zahlreiche handgreifliche Retuschen zugunsten des Charakterbilds der Lady sowie die Beschränkung auf ein farbenprächtiges Bilderbuch ihrer Liebesgeschichten verhindern jedoch eine treffende Schilderung. Ansonsten teils sentimental, teils frivol gemeint und insgesamt recht träge. Unnötig.“